# تاييو هاما
تاييو هاما (باليابانية: 濱 大耀) (مواليد 14 يونيو 1998)، هو لاعب كرة قدم كان يلعب كمدافع.

## وصلات خارجية
- تاييو هاما على موقع رابطة كرة القدم اليابانية للمحترفين (اليابانية)
- تاييو هاما على موقع قاعدة بيانات كرة القدم.إي يو (الإنجليزية)
- تاييو هاما على موقع Soccerway.com (الإنجليزية)
- تاييو هاما على موقع عالم كرة القدم.نت (الإنجليزية)